# Legenda o Sigurdovi a Gudrún
Legenda o Sigurdovi a Gudrún je epická poezie sepsaná J. R. R. Tolkienem, vydaná posmrtně jeho synem Christopherem. Jedná se o dosud nezveřejněné převyprávění staroseverské Ságy o Völsunzích. Originál je z větší části sepsán anglicky v osmiveršových strofách fornyrðislag.
Kniha se skládá z předmluvy Christophera Tolkiena, úvodu (ve kterém je použita Tolkienova přednáška o Starší Eddě) a dvou rozsáhlých básní, pojmenovaných Völsungakviða en nýja, Nová píseň o Völsunzích, a Guðrúnarkviða en nýja, Nová píseň o Gudrún, doplněná rozsáhlými komentáři a dodatky.

## Shrnutí děje

### Völsungakviða en nýja eða Sigurðakviða en mesta
(Podtitulek Sigurðakviða en mesta znamená „Nejdelší píseň o Sigurdovi“, což je důsledek Tolkienova chápání jeho tvorby jako oficiální verze legendy, jediná a neúplná zachovaná verze legendy má totiž titulek „Krátká píseň o Sigurdovi“, Tolkienova verze měla být verzí úplnou)

#### Upphaf (Počátek)
Jedná se o jakousi předmluvu, shrnutí základní severské báje o založení světa a ragnaröku, poslední bitvě. Končí popisem reků čekajících ve Valhalle na poslední boj.

#### I. Andvara-gull (Andvariho zlato)
První část legendy vypráví o putování bohů Ódina, Lokiho a Hœniho. Bohové se cestou zastaví u Andvariho vodopádu, kde se koupe vydrodlak Otr (staroseverské slovo pro vydru). V domnění, že je to obyčejná vydra Otra uloví a jdou dále. Zastavují se na nocleh u jistého Hreidmara, a hrdě mu ukazují svůj úlovek. Ukáže se však, že Otr byl Hreidmarův syn. Hreidmarovi synové Regin a Fáfni bohy zajmou a chtějí po nich jako výkupné tolik zlata, aby to vyplnilo a pokrylo celou Otrovu vydří kůži. Loki jde pro výkupné do rybí říše královny Rán, manželky boha moře Ægiho. Loki tam v jezeře nalézá skřeta Andvariho v rybí podobě, kterého okamžitě chytá a chce jeho poklad. Andvari mu ho celý dává, ale neúspěšně se pokusí ukrýt malý prstýnek (předloha k budoucímu Jednomu Prstenu). Když mu Loki bere i prsten, Andvari na prsten vkládá kletbu, která bude rozněcovat svár všude, kam se prsten dostane.
Ódin se později při pokrývání Otrova těla taktéž pokouší prsten ukrýt. Když však je celé zlato vysypáno na Otra, Hreidmar si všimne jednoho nepokrytého chloupku. Ódin tedy musí vydat i ten prsten.

#### II. Signý
Od této kapitoly už báseň sleduje výhradně osudy rodu Völsungů a později Niflungů. Völsung, Ódinův pravnuk a „král moří, vládce útesů severu a kníže krkavců“ měl za manželku valkýru, se kterou měl syna Sigmunda, dceru Signý a dalších devět synů. Signý přišel požádat o ruku Gautský král Siggeir. Völsung i Sigmund souhlasí navzdory Signinu varování. Při svatební hostině se náhle objeví tajemný cizinec jménem Grímni, který zarazí meč (předlohu budoucího Tolkienova Narsilu) do blízkého stromu. Všichni zkouší ho vytáhnout, ale podaří se to jen Sigmundovi. Krátce na to jsou Völsungové (Völsungovi synové) přepadeni a Völsung sám je zabit. 10 bratrů je pak ponecháno svému osudu připoutaní ke stromu, kde umírají hladem a žízní. Když zbude jen Sigmund, podaří se mu přervat pouta a ukryje se v jeskyni. Tam za ním přijde Signý a společně zplodí syna Sinfjötliho, který pak vyrůstá u Siggeirova dvora, kde jsou všichni v domnění, že je to syn Siggeirův. Až Sinfjötli vyroste, dá Sigmundovi zpět jeho meč a společně zavraždí Siggeira a velké množství Gautů. Signý krátce poté sama umírá

#### III. Dauði Sinfjötla (Smrt Sinfjötlova)
Sigmund a Sinfjötli se následně vrací domů, kde obnovují Völsungovo království a dokonce ho rozšiřují:
„Sedm králů skláli,
zplenili města.
Světem se šířila
jejich říše síla“
Sigmund se později ožení s královnou jednoho z porobených království, jejíhož otce Sinfjötli zabil. Královna tak dává Völsungům otrávené víno. Zatímco Sigmundovi víno nic neudělá, Sinfjötli okamžitě umírá a následně se ocitá ve Valhalle.

#### IV. Fœddr Sigurðr (Sigurdovo narození)
Osamělý Sigmund, „starý jako staletý dub“, pak vítězí v souboji sedmi kraleviců o ruku princezny Sigrlinn líbezné. Po návratu domů ale musí čelit útoku jejich království. V následující bitvě se Sigmundovi zázračný meč zlomí a Sigmund umírá. Sigmund ve svých posledních slovech nabádá Sigrlinn, aby uschovala úlomky meče. Sigrlinn, těhotná se Sigmundovým synem pak upadá do otroctví. Když se pak ale zjistí, že otcem jejího dítěte byl slavný Sigmund, chlapec jménem Sigurd je dán k „výborné“ výchově kováři Reginovi a Sigrlinn se stává ženou tamního krále.

#### V. Regin
Sigurd je vychováván Reginem, synem Hreidmara z první kapitoly. Regin ponouká chlapce, aby později vykonal hrdinský čin a zabil draka Fáfniho (Reginova bratra, budoucí Tolkienova předloha Šmaka a Glaurunga). Fáfni totiž tehdy po odchodu bohů zabil Hreidmara, aby se zlata (i s prstenem) zmocnil sám a v dračí podobě teď poklad hlídá na Gnitské pláni. Pro tento účel Regin znovu vyková Sigmundův meč, tentokrát se jménem Gram (Předloha budoucího Tolkienova Andúrilu) a Sigurd dostává koně Graniho, potomka slavného Ódinova Sleipnira. Sigurd pak Fáfniho skutečně zabíjí. Regin se pak z neznámého důvodu dožaduje toho, aby mu Sigurd opekl Fáfniho srdce. Sigurd srdce ochutnává, a náhle slyší hlasy ptáků, povídajících si o tom, že se Regin chystá Sigurda zabít. Sigurd tedy zabije i Regina a bere si velký díl z pokladu (i s prstenem). Sigurd se pak na radu ptáků vydává na Hindský vrch vysvobodit krásnou Brynhildu.

#### VI. Brynhildr
Ódin kdysi dávno Brynhildu uspal k věčnému spánku poté, co mu odpřisáhla, že se vdá jen za největšího z reků. Sigurd Brynhildu vzbudí, následují zásnuby. Pyšná Brynhilda ho však následně opouští s tím, že si vezme jen krále. Sigurd se má vrátit, teprv až získá vlastní království.

#### VII. Guðrún
Sigurd tak přijíždí do království Niflungů, kde vládne mocný a bohatý Gjúki se svou manželkou Grímhild, se svými syny Gunnarem a Högnim a dcerou Gudrún. Sigurd se stává jejich spojencem a vyhrává jim jednu bitvu za druhou. Dobývají dokonce staré království Völsungů. Zde se Sigurd setkává s Grímnim, který mu prorokuje, že dobytím jeho starého království jeho osud nekončí, a že se má vrátit ke své nevěstě za mořem. Nato se Sigurd vrátí do síní Niflungů. Grímhild, v obavě, že je Sigurd opustí a Niflungové ztratí svou právě dobytou říši, očaruje Sigurda, který následně zapomene na Brynhild a zamiluje se do Gudrún.

#### VIII. Svikin Brynhildr (Oklamaná Brynhild)
Brynhild marně čeká na Sigurda. Je neustále obtěžována nápadníky, kvůli kterým je nucena pomocí své magické síly vztyčit kolem svého sídla ohnivou hradbu, kterou může překonat jen Sigurd jedoucí na Granim. Sigurd si však zatím bere Gudrún a uzavírá bratrský svazek s Gunnarem a Högnim.
Po nějaké době se Grímhild dozvídá o tajemné nádherné ženě (Brynhild), která odmítá každého nápadníka. Poví o ní Gunnarovi, který po ní okamžitě zatouží. Gunnar se tedy vydává na cestu za Brynhild spolu se Sigurdem a Högnim. Přijedou k ohnivé stěně, ale Gunnarův kůň Goti odmítá vjet do plamenů. Sigurd mu tedy půjčí Graniho, ale ten odmítá vést jiného jezdce. Sigurd si tedy pomocí Grímhildiny magie mění tvář na Gunnarovu a sám vjíždí do plamenů. Tam se překvapené Brynhildě představuje jako Gunnar, syn Gjúkův. Zmatená Brynhild souhlasí s tím, že si jej vezme. V noci pak Sigurd, s Gramem ležícím mezi nimi, stahuje spící Brynhild z prstu Andvariho prsten.

#### IX. Deild (Svár)
Když na svatbu Gunnara s Brynhild přijde Sigurd s Gudrún, Brynhild ustrne a zesinale hledí před sebe. V tu chvíli si Sigurd vzpomene, nač díky Grímhildině magii zapomněl. Pochopí, jaký je jeho osud a bez radosti dál sedí s Gudrún po boku.
O nějakou dobu později, když je Sigurd na lovu, dochází během koupele v Rýnu k rozhovoru mezi Gudrún a Brynhild. Gudrún se povyšuje nad krásnější Brynhild s tím, že má za muže slavnějšího, a krom toho ukazuje Sigurdův dárek k ní - Andvariho prsten. Brynhild pochopí, kdo jí vyvedl z plamenů a uteče do svého pokoje, kde odmítá jíst a pít. Tam se vysmívá všem Niflungům a běduje nad svým osudem.
Tak ji nalézá Sigurd po návratu z lovu. Tam ho osočí, že ji podvedl, zatímco Sigurd se jí snaží vysvětlit důvod svých činů. Brynhild ho odmítá a prorokuje mu brzkou smrt.
Gunnar se následně pokouší Brynhild potěšit všemožnými dary, ta po něm ale chce jediné - zabít Sigurda. Gunnar a Högni tedy plánují, jak se Sigurda zbavit. Gunnar o to požádá svého nevlastního bratra Gotthorma. Gotthorm nejdřív přichází za Sigurdem a uráží ho. Sigurd mu oplatí stejnou měrou a rozzlobeně odchází. V noci, kdy Sigurd spí po boku Gudrún. Gotthorm ho ve spánku probodne. Procitnuvší Sigurd po něm ještě stačí hodit Gram (který Gotthorma „přetne vejpůl“. Sigurd požádá Gudrún o odpuštění pro její bratry („je to dílo Brynhild“) a skoná. Brynhild pak spáchá sebevraždu. Sigurd pak odchází do Valhally, kde se setkává se svými předky. Až přijde poslední bitva, Brynhild ho ozbrojí a Sigurd povede armádu slavných reků.

### Guðrúnarkviða en nýja eða Dráp Niflunga
(Podtitulek Dráp Niflunga značí „Zkázu Niflungů“, v této básni není žádné vnitřní rozdělení)
Po událostech v Gjúkiho síních se na scénu dostává Atli (jiné jméno pro hunského vládce Attilu), který dobývá východní Gótskou říši, sousedící s královstvím Niflungů. Gunnar, jenž nahradil přestárlého Gjúkiho ve funkci krále Niflungů, rozhodne, že nebudou s Huny válčit (bez Sigurda by neměli šanci) a že si Atliho udobří svatbou s Gudrún. Atli souhlasí se svatbou a naoko uzavírá mír, i když tajně osnuje plán, jak získat Niflungské zlato (které ukradl Sigurd Fáfnimu a odvezl je k Niflungům). Po svatbě tedy posílá k Niflungům posla Vingiho se zprávou od Gudrún a příslibem darů, pokud přijedou Atliho navštívit. Gunnar souhlasí navzdory Grímhildě, která ve zprávě od Gudrún objevila skryté varování. Když dorazí k bráně Atliho sídla, Vingi jim prozradí, jaká lest je tu na ně nachystána. Högni zabíjí Vingiho a Niflungové útočí na bránu. Začíná krvavá řež, kdy Niflungové dobývají Atliho hodovní síň a opevňují se zde. Gudrún, která se neúspěšně pokouší zastavit krveprolití přesvědčí Huny zotročené Góty, aby povstali proti Atlimu. Všichni Gótové i Högniho syn Snævar sice padnou, ale Niflungům se podaří vyhnat Huny z Atliho pevnosti, kde se usídlí. Atli přijde dobýt síň zpět s celým Hunským vojskem, ale neúspěšně. Hunové tedy zapálí vlastní pevnost a Niflungy konečně porazí. Gunnar a Högni jsou zajati.
Gudrún následně ororduje za své bratry u Atliho, ten však vyžaduje Sigurdovo zlato výměnou za jejich životy. Gunnar souhlasí s vydáním své poloviny, ale říká, že dokud je Högni živ, nemůže Atlimu předat poklad celý. Hunové tedy přes Gudrúniny protesty zabíjí Högniho. Gunnar se pak Atlimu vysměje, že teď už je jediný, kdo zná tajemství, kde je poklad uložen a že to nikomu neprozradí. Rozzuřený Atli nechá vhodit Gunnara do jámy plné hadů. Gudrún mu do jámy vhodí harfu, na kterou začne Gunnar hrát a uspí hady. Jeden neuspaný had ho ale uštkne a Gunnar umírá. Šílená Gudrún následně zabíjí své a Atliho děti a jejich srdce přidává Atlimu do jídla. Ochromeného Atliho probodne dýkou. Gudrún pak skáče z útesu do moře.